# Čornohora
La Čornohora (letteralmente: Montagna nera, ucraino: Чорногора) è la più alta catena montuosa nella parte occidentale dell'Ucraina dei Carpazi Orientali Esterni dell'Ucraina.
La vetta più alta di Čornohora è Hoverla (2062 m) con le altre alte cime tra le quali: Pip Ivan (2022 m) e Petros (2020 m). Le montagne sono fatte di roccia di Flysch.

## Classificazione
La Čornohora ha la seguente classificazione:
- catena montuosa = Carpazi
- provincia geologica = Carpazi Orientali
- sottoprovincia = Carpazi Orientali Esterni
- area = Carpazi Ucraini
- gruppo = Chornohora.

## Turismo
I principali centri turistici della Čornohora sono Bystrec', Rachiv, Verchovyna, Vorochta e Jasinija.